# 심승한
심승한(1978년 10월 9일~)은 대한민국의 성우이다. 2005년에 KBS에 입사했다. 현재는 31기이다. 제54대 법무부 장관 심상명의 3남이다.

## 출연작

### 애니메이션
- 공룡킹 어드벤처(재능TV) - 에드/구넨코역
- 흑집사(애니박스) - 아그니역
  - 흑집사 스페셜(애니박스) - 아그니 역
- 탈옥의 달인(재능방송) - 어리,다수 역
- 빛의 전사 프리큐어 Splash Star(대원방송) - 아크다이칸(다크킹) 역
- SD건담 삼국전(대원방송) - 여포 톨기스/장수/수경/용제 역
- 레츠고 MBA(SBS) - 토토 역
- 빨간망토와 늑대(챔프) - 늑대 역
- 유희왕 5D's(챔프) - 보머 역
- 트랜스포머 갤럭시포스(챔프) - 선더크래커/오토볼트 역
- 내 친구 해치(SBS) - 맹구 아빠 역
- 페어리 테일(챔프) - 후쿠로 역
- 신비아파트 고스트볼Z: 귀도퇴마사 (투니버스) - 철륜귀, 귀신 방송
- 파워레인저 미라클포스(챔프) - 빅풋의 킹곤 역
- 록맨 에그제 비스트(애니맥스) - 브루스 역
  - 록맨 에그제 비스트 플러스(애니맥스) - 브루스 역
- 스모모모모모모 ~지상최강의 신부~(애니박스) - 사이고 가츠유키/쿠즈류 센다유/거구/소/의사 역
- 히맨과 쉬라의 비밀의 검(애니박스) - 스피릿 역
- 소닉 X(재능TV) - 빅 더 캣 역
- 노다메 칸타빌레(애니맥스) - 사쿠마 역
- 갓슈벨(애니원) - 데모르트 역
- 디지몬 크로스워즈(챔프) - 에이션트볼케몬 역
- 정령의 수호자(애니박스)
- 꿈의 보석 프리즘스톤(SBS)
- 캐스퍼와 친구들(재능TV) - 친구 2
- 퓨로보이즈(KBS kids) - 요시노 슌스케
- 명탐정 코난(투니버스) - 김승민(15기 1~2화), 노사명(21기 17화), 유대신(21기 20화)

### 애니메이션 영화
- 유니코(애니박스) - 신 3
- 슈렉 포에버

### 영화
- 트랜스포머(KBS) - 메가트론 (휴고 위빙) 역
  - 트랜스포머2(KBS) - 메가트론 (휴고 위빙) 역
- 펀치 드렁크 러브(KBS) - 직원(호르헤 바라오나)
- 섀도우(KBS) - 보르체 역
- 엽문2(KBS) - 정사부 (풍극안) 역
- 어썰트 13(SBS) - 로젠(킴 코츠) / 마약범(티그 퐁)
- 배트맨(KBS) - 밥 (트레이시 월터) / 조커의 친구(클라이드 가텔) 역
- 마이너리티 리포트(KBS) - 크로우 (마이크 바인더) 역
- 아무르 (KBS) - 에바의 남편(윌리엄 쉬멜)
- 본 슈프리머시(KBS) - 존 네빈스 (팀 그리핀) 역
- 스파이 게임(KBS) - 윌리엄 바이어스(매튜 마쉬) 역
- 인 굿 컴퍼니 (KBS) - 루이 (케빈 채프만)
- 노예 12년(KBS) - 존(크레이그 테이트)
- 분노의 질주: 더 오리지널(KBS) - 페닉스 (라즈 알론소)
- 엘리트 스쿼드(KBS) - 경찰(로드 카르발호)
- 퍼스트 어벤저 - 레드 스컬(휴고 위빙)
- 블랙 팬서 - 에릭 킬몽거(마이클 B. 조던)
- 어벤져스: 인피니티 워 - 레드 스컬(로스 마퀀드)
- 어벤져스: 엔드게임 - 레드 스컬(로스 마퀀드)
- 알라딘 - 하킴(누만 아자르)

### 외화
- 닥터 후(KBS) - 간톡 (마크 게이티스) 역
- 아틀란티스(KBS) - 마로 (사이먼 네한) 역

### 특촬물
- 파워레인저 미라클포스 : 돌아온 파워레인저 미라클포스 - 빅풋의 킹곤 역

### 방송
- KBS 무대 10년(파타야에서 생긴 일)(KBS 제2라디오)

### 내레이션
- 《지붕뚫고 하이킥》 (MBC)
- 《놀러와》 (MBC)
- 《경찰 25시》 (OBS)
- 《선진강군 24시》 (국방TV)
- 《동물의 세계-히든 인디아 1부 우기와 건기, 파란만장한 삶》 (KBS) 추석기획
- 《동물의 세계-히든 인디아 2부 히말라야에서 열대 우림까지》 (KBS) 추석기획

### 게임
- 스타크래프트: 리마스터 - 정찰기
- 스타크래프트 II - 얼, 정찰기, 신기루
- 디아블로3 - 벨리알
- 도타2 - 용기사, 나무정령 수호자
- 삼국블레이드 - 여포
- 워크래프트 3: 리포지드 - 티콘드리우스, 숲의 수호자